# Wenn. Dann. Die … Show!
Wenn. Dann. Die … Show! war von 1998 bis 1999 die größte Eigenproduktion des KI.KA. Die Sendereihe mit insgesamt 56 Folgen wurde moderiert von Wolfgang Lippert. 

## Inhalt
Wolfgang Lippert spielte mit Schulmannschaften aus Deutschland im Chemnitzer Studio. Im Mittelpunkt des Studios stand eine Treppe mit zehn Stufen, die erreicht werden mussten, um am Ende den Kinderkanal-Superpokal zu gewinnen.
Es gab Fragerunden und Parcoursspiele, die sich abwechselten. In den Bewegungsspielen mussten sich die Kandidaten als Archäologen, Goldgräber oder Polizisten beweisen. In jeder Sendung meldete sich der jeweilige Außenmoderator von einem Ort in der Bundesrepublik, um zum Beispiel Sachen zu finden und zu erklären. Am Schluss konnte man das gewonnene Geld verdoppeln.

## Außenreporter
- Karsten Blumenthal
- Juri Tetzlaff
- Singa Gätgens
- Franziska Rubin